# Dálniční křižovatka Řepy
Dálniční křižovatka Řepy je mimoúrovňová křižovatka na západním okraji Prahy u Hostivice ve Středočeském kraji. Kříží se zde Pražský okruh s dálnicí D6, která zde má svůj začátek.

## Poloha
Dálniční křižovatka se nachází severozápadně od pražského sídliště Řepy a východně od středočeských Hostivic, zasahujíc tak do obou katastrálních území. Křižovatka leží v nadmořské výšce 332 m n. m. v těsné blízkosti retenční nádrže Jiviny na Litovickém potoce.

## Popis
Dálniční křižovatka Řepy je mimoúrovňová křižovatka Pražského okruhu, který zde prochází od jihu od dálnice D5 na Plzeň k severu k dálnici D7 na Louny. Dálnice D6, která zde začíná, pokračuje směrem na západ k Novému Strašecí. Po okruhu od jihu současně prochází evropská silnice E48, která dále pokračuje dálnicí D6. Dálnice D6 je stavebně pokračováním pražské Karlovarské ulice, navazující na Bělohorskou a Patočkovu ulici, vedoucí od MÚK Malovanka a tím i od pražského Městského okruhu.
Křižovatka je provedena jako smíšený typ turbínové a čtyřlístkové čtyřramenné dálniční křižovatky. Pod křižovatkou vede pražská místní komunikace Na Hůrce s autobusovou zastávkou příměstských linek MHD. Tato komunikace se východně od dálniční křižovatky mimoúrovňově odpojuje od Karlovarské a navazuje na hlavní hostivickou ulici Čsl. armády, po níž vede stará karlovarská silnice.
Jižně od křižovatky vede na mostě přes Pražský okruh železniční trať Praha-Smíchov – Hostivice, zatímco severně od křižovatky vede pod Pražským okruhem a dálnicí D6 železniční trať Praha–Rakovník.

## Historie výstavby
Úsek Pražského okruhu od křižovatky s D5 v Třebonicích (exit 23) byl zprovozněn 28. srpna 2000, navazující úsek ke křižovatce s Evropskou ulicí a návazností na D7 (exit 28) pak 29. října 2001. Úsek dálnice D6 od této křižovatky do Pavlova byl otevřen 19. prosince 2008, čímž byla tato dálniční křižovatka (exit 26/1) kompletně zprovozněna.